# Délégation législative
La délégation législative est le transfert du pouvoir de légiférer de l'autorité habilitée à le faire à une autre. Ce système est en principe utilisé par le pouvoir législatif pour permettre au pouvoir exécutif de mettre en œuvre la loi. 

## En général
C'est le pouvoir législatif qui dispose de la capacité d'adopter des lois. Toutefois, dans des domaines très techniques ou pour préciser la façon dont la loi sera appliquée, il est souvent utile que ce soit directement le pouvoir exécutif qui puisse édicter des normes de droit. Étant fondamentalement une violation du principe de la séparation des pouvoirs, la délégation législative doit en principe suivre des règles précises. 

### Droit canadien
En droit canadien, l'arrêt PEI Potato Marketing Board c. Willis  est un arrêt de principe de la Cour suprême du Canada en matière de délégation législative. La Cour suprême a jugé que la délégation horizontale est inconstitutionnelle, tandis que la délégation oblique et la délégation verticale sont constitutionnelles. Dans la délégation horizontale, deux parlements se délèguent des pouvoirs entre eux. Dans la délégation oblique, le Parlement, transfère des pouvoirs au nom de sa souveraineté vers des instances administratives à l'extérieur de son ordre de gouvernement.

### Droit suisse
En Suisse, la Constitution dispose que « une loi fédérale peut prévoir une délégation de la compétence d’édicter des règles de droit, à moins que la Constitution ne l’exclue » ; l'exécutif, ici le Conseil fédéral, peut donc sous certaines conditions adopter des normes dites primaires. La norme de délégation, qui doit être une loi au sens formel (loi fédérale soumise au référendum) doit contenir les principes généraux de la future règle (encadrement) et être limitée à un domaine particulier. Dans certains cas, elle n'est pas admissible, par exemple pour la restriction grave de droits fondamentaux. C'est ainsi qu'en 1977, le Tribunal fédéral a annulé l'obligation de porter la ceinture de sécurité en voiture, car cette obligation était prévue dans une ordonnance pour laquelle la délégation législative n'a pas été correctement réalisée.

## Décrets-lois

### Droit français
Les décrets-loi (ou ordonnances en France) sont des actes de nature législative pris par le Gouvernement et qui sont ensuite ratifiés ou rejetés en bloc par le Parlement (celui-ci ne peut en effet exercer son droit d'amendement).
En France, le droit de légiférer doit être délégué au moyen d'une loi d'habilitation et les ordonnances ratifiées par une loi de ratification. La loi d'habilitation fixe l'objet et la durée de la délégation législative.

### Droit italien
En Italie, les décrets-lois sont adoptés par le Gouvernement et ratifiés par le Parlement sans que celui-ci n'ait, au préalable, délégué son pouvoir. Ce système avait été imaginé au départ pour prendre des mesures urgentes que les débats parlementaires n'auraient pu que ralentir.

## Vote en commission
Dans tous les Parlements, les lois sont d'abord étudiées par une commission permanente chargée de rendre un avis sur le texte qui lui est soumis. Elles passent ensuite en séance plénière où elles sont examinées, amendées et adoptées. Certains pays prévoient que, pour des textes mineurs qui n'auraient pour effet que d'encombrer l'ordre du jour et réduire la durée des autres débats, les commissions permanentes puissent adopter des lois directement. C'est notamment le cas aux Cortes espagnols.